# Zahorianiwka
Zahorianiwka (ukr. Загорянівка) – wieś na południu Ukrainy, w obwodzie chersońskim, w rejonie biłozerskim. Miejscowość liczy 437 mieszkańców.

## Historia
Wieś powstała z połączenia chutorów nazywających się Szkurinowy i Zagorianowy. Pierwszy raz odnotowana w 1859, kiedy istniały tutaj 42 domostwa zamieszkane przez 244 mieszkańców.